# Tomé de Sousa

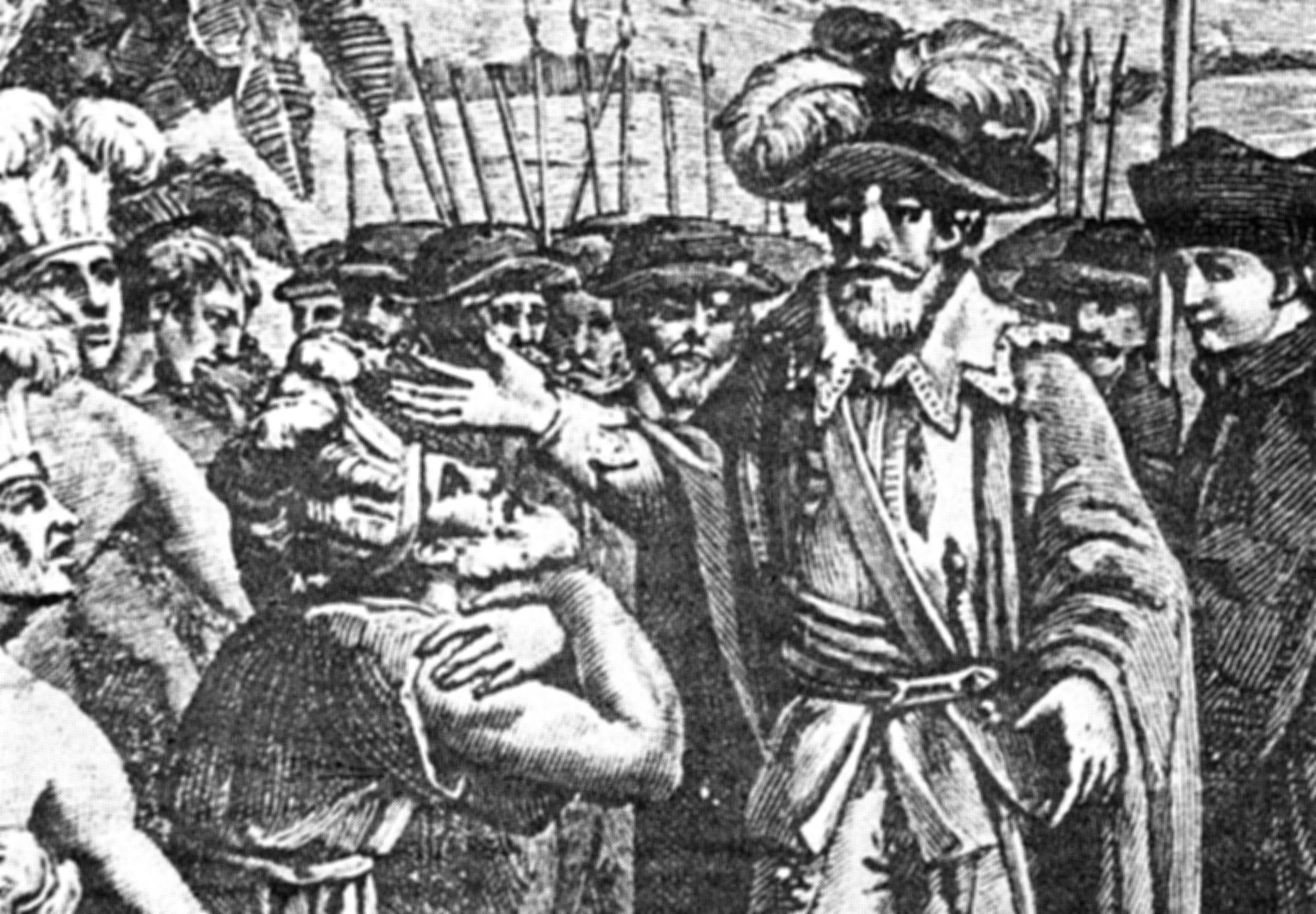
Llegada de Tomé de Sousa a Bahia.

Tomé de Sousa (Rates, 1503 — 1579) fue un militar y político portugués, primer gobernador general del Brasil (1549-1553).

## Vida
En Rates, fue el primer titular de la encomienda de la Orden de Cristo en 1517, después de la desorganización del monasterio de Rates.
En el ejército participó en varios asuntos internacionales, entre ellos la guerra contra los moros en Marruecos y en Arzila, recibiendo como recompensa, en 1535, el título de hidalgo.
A fin de consolidar el dominio portugués en el litoral brasileño, el 7 de enero de 1549, Tomé de Sousa fue nombrado primer gobernador general de Brasil, recibiendo Regimiento para fundar, poblar y fortificar la ciudad de Salvador, en la Capitanía Real de Bahia. Se mantuvo en el cargo hasta 1553, cuando fue sucedido por Duarte da Costa.
Después de su mandato como gobernador general de la colonia portuguesa en América del Sur, Tomé de Sousa volvió a Portugal, donde pasó a ocupar importantes cargos públicos.
| Predecesor: - | Gobernador general del Brasil 1549 - 1553 | Sucesor: Duarte da Costa |